# Polens parlamentsvalg 2015
Polens parlamentsvalg 2015 blev afholdt den 25. oktober, hvor der var valg til både førstekammeret Senatet og andetkammeret Sejmen. Det forrige valg i 2011 resulterede i en koalitionsregering bestående af Borgerplatformen (PO) og Polens Folkeparti (PSL). Samtlige pladser i de to kamre var til valg. Valgets vinder blev Lov og Retfærdighed som opnåede 235 ud af 460 pladser(procent 51 %) og dermed et absolut flertal.

## Foreløbige valgresultater

### Landsdækkende partier
- Lov og Retfærdighed (PiS), 235 pladser i Sejm og 61 pladser i senatet, fremgang på 101 mandater i Sejm og på 30 mandater i senatet.

- Borgerplatformen (polsk: Platforma Obywatelska, PO), 138 pladser i Sejm og 34 pladser i senatet, tilbagegang på 59 mandater i Sejm og på 29 mandater i senatet.

- Kukiz’15: 42 pladser i Sejm og ingen pladser i senatet, nyt parti.

- Nowoczesna Ryszarda Petru (N), 28 pladser i Sejm og ingen pladser i senatet, nyt parti.

- Zjednoczona Lewica, ZL (Forenede Venstre), nyt parti, der blev dannet, da en række partier gik sammen i en valgalliance i juli 2015, tilbagegang, mistede sine 50 pladser i parlamentet.

- Polens Folkeparti (Polskie Stronnictwo Ludowe, PSL), 16 pladser i Sejm og 1 plads i senatet, tilbagegang på 22 mandater i Sejm og på 1 mandat i senatet.

- Koalicja Odnowy Rzeczypospolitej Wolność i Nadzieja, KORWiN, ingen pladser i Polens parlament, nyt parti fra 2015.

- Partia Razem, ingen pladser i Polens parlament, nyt parti fra 2015.

### Regionale partier
- Tyske Mindretal (polsk: Mniejszość Niemiecka, tysk: Deutsche Minderheit), 1 plads i Sejm og ingen pladser i senatet.